# Unsteady
„Unsteady” је пјесма америчке рок-групе X Ambassadors. Ово је трећи сингл с њиховог дебитантског албума  објављеног 13. октобра 2015. Ремикс-верзија пјесме под називом „Unsteady (Erich Lee Gravity Remix)” користила се у филму Ту сам пред тобом и у 13. епизоди друге сезоне Фоксове драмске серије Луцифер.

## Музички видео-запис
Музички видео-запис фокусира се на брачни пар у којем је супруг алкохоличар. Између сцена у којима се супруг и супруга свађају, разбацане су сцене од раније у којима се приказује пар у ресторану и чланови групе како изводе пјесму у просторији освијетљеној црвеним свјетлом.

## Музичке љествице и сертификације
| Љествица (2015—2016) | Најбољи пласман |
| -------------------- | --------------- |
| Аустралија (ARIA)        | 94.             |
| Канада ()            | 61.             |
| Канада — (Билборд)   | 11.             |
| САД — (Билборд)      | 12.             |
| САД — (Билборд)      | 4.              |
| САД — (Билборд)      | 4.              |
| САД — Билбордов      | 20.             |
| САД — (Билборд)      | 2.              |
| САД — (Билборд)      | 10.             |
| САД — (Билборд)      | 6.              |

| Љествица (2016) | Најбољи пласман |
| --------------- | --------------- |
| САД — Билбордов | 67.             |
| САД — (Билборд) | 38.             |
| САД — (Билборд) | 9.              |

| Регион    | Сертификација | Серт. јед/продаја |
| --------- | ------------- | ----------------- |
| Канада () | Платинум      | 100.000           |
| САД ()    | Платинум (2×) | 2.000.000         |